# Voskresensk
Voskresensk (tiếng Nga: Воскресенск) là một thành phố Nga. Thành phố này thuộc chủ thể Moskva Oblast. Thành phố có dân số 77.871 người (theo điều tra dân số năm 2002). Đây là thành phố lớn thứ 204 của Nga theo dân số năm 2002.